# Bulbosclerites
Bulbosclerites is een geslacht van uitgestorven kreeftachtigen uit de klasse van de Ostracoda (mosselkreeftjes).

## Soorten
- Bulbosclerites longus Knuepfer, 1968 †
- Bulbosclerites postnodus (Blumenstengel, 1965) Knuepfer, 1968 †
- Bulbosclerites unicornis (Neckaja, 1952) Schallreuter, 1979 †